# Eulalia artica
Eulalia artica är en ringmaskart som beskrevs av Annenkova 1946. Eulalia artica ingår i släktet Eulalia och familjen Phyllodocidae. Inga underarter finns listade i Catalogue of Life.